# Die Sendung mit der Maus (Titelmelodie)
Die Sendung mit der Maus (Titelmelodie) ist eine Komposition des deutschen Komponisten, Pianisten und Dirigenten Hans Posegga.

## Entstehungsgeschichte

### Entstehung
Bei dem Instrumentalstück Die Sendung mit der Maus handelt es sich um eine etwa halbminütige Komposition von Hans Posegga aus dem Jahr 1971. Posegga komponierte das Stück für die gleichnamige Kindersendung, im Auftrag des Westdeutschen Rundfunks (WDR), für die es von Beginn an als Titelmelodie verwendet wurde. Die erste Folge wurde am 7. März 1971 ausgestrahlt. Bei der Instrumentation kam eine Bläsergruppe sowie die weiteren Instrumente E-Bass, Fagott, Klavier, Querflöte und Schlagzeug zum Einsatz.
Posegga zeichnete darüber hinaus für weitere Musik der Sendung verantwortlich. Der Zeichner, Regisseur und langjährige Produzent der Sendung, Friedrich Streich, beschrieb das Vorgehen Poseggas wie folgt: „Hans kam ins Studio und sah das erste Mal auf der großen Leinwand den fertigen Film, stumm, noch ohne Geräusche und natürlich auch ohne Musik. Er ließ sich spontan eine Melodie einfallen, kritzelte Noten auf ein Blatt, improvisierte auf dem Flügel, später auch auf dem Synthesizer, kontrollierte alles immer wieder im Einklang mit dem Bildablauf. Und wenn wir die Komposition für gut befanden, musste er sie absolut synchron und musikalisch exakt zum Bildablauf einspielen.“

### Veröffentlichung
Das Stück diente Jahrzehnte nur als Titelmelodie und wurde auf keinem Tonträger veröffentlicht. 2001 erschien es auf dem Sampler Li-La-Liederzug sowie auf dem Sampler Generation Fernseh-Kult am 25. März 2002. Am 24. Oktober 2020 erschien das Instrumentalstück erstmals als offizielle Singleveröffentlichung. Die Single erschien als 2-Track-Single zum Download und Streaming durch das Independent-Label Vinyl Digital. Posegga wird hierbei nicht nur als Autor, sondern auch als Produzent aufgeführt. Als B-Seite findet sich ein Remix mit dem Titel Maus Beat von Flughand und Steichi wieder. Am Tag des Erscheinens der Single, wurde diese im Zuge des Record Store Day auch erstmals als Vinylplatte veröffentlicht. Diese war auf 750 Exemplare begrenzt und beinhaltete einen kostenlosen Downloadcode. Produktionsbedingt kam es zu einer „leichten gleichmäßigen Wölbung“ der Vinylplatte, womit sie trotzdem in den Verkauf ging. Teile des Gewinns gingen an die Frankfurter Kinderhilfsorganisation MainLichtblick e.V.

### Rezeption
Jochen Eichner von BR-Klassik beschrieb die Melodie des Stücks als „simpel“. Die Mischung aus „klassischen Instrumenten“ und solchen, die man in einer Beat-Combo der damaligen Zeit finden würde, mache das Stück zugleich „außergewöhnlich“.
Friedrich Streich ist der Meinung, dass sich Posegga mit der Titelmelodie zur Sendung mit der Maus „unsterblich“ gemacht habe.

## Adaption durch Stefan Raab

### Entstehung und Veröffentlichung
Stefan Raab nahm das Lied anlässlich des 25-jährigen Jubiläums der Kindersendung Die Sendung mit der Maus auf. Nach Angaben von Armin Maiwald stellte ihm Raab etwa zwei Jahre zuvor das fertig ausgearbeitete Lied vor, das jedoch zu diesem Zeitpunkt einen englischen Text gehabt habe. Er habe Raab gebeten, einen deutschen Text zu verfassen, damit das Lied in die Sendung passe. Die Aufnahme erfolgte im Auftrag des Westdeutschen Rundfunks und basiert auf einem Sample der originalen Titelmelodie. Geschrieben wurde das Stück von Raab selbst, zusammen mit den Koautoren Lars Dietrich (Bürger Lars Dietrich) und Hans Posegga. Die Produktion erfolgte ebenfalls durch Raab.
Hier kommt die Maus erschien erstmals am 26. Februar 1996 als Single auf CD und Vinyl. Die Single erschien durch das Musiklabel Chlodwig Records und wurde durch BMG Rights Management vertrieben. Die Maxi-Single beinhaltete neben der Radioversion zu Hier kommt die Maus noch zwei Remixversionen sowie eine Instrumentalversion zu Hier kommt die Maus als B-Seite. Die Maxi-Single war als CD und Vinyl zu erwerben, darüber hinaus erschien auch eine Vinylplatte die nur zwei Titel umfasste, diese enthielt die Radioversion und eine Remixversion zu Hier kommt die Maus. Auf dem Frontcover der Single ist – neben Künstlernamen und Liedtitel – Raab zu sehen. Darüber hinaus sind die Kooperationspartner ARD und WDR sowie ein Hinweis auf das 25-jährige Jubiläum der Kindersendung in der rechten unteren beziehungsweise der rechten oberen Ecke, vom Betrachter aus gesehen, angebracht. Farblich ist das Coverbild in orangefarbenen Tönen, wie die Farbe der „Maus“, gehalten. Die Fotografie Raabs stammt vom Kölner Fotografen Martin Lässig, das Artwork von der Designagentur Das Buero. Eine Woche nach der Singleveröffentlichung erschien Hier kommt die Maus als Teil des Samplers Die CD mit der Maus am 4. März 1996.
Um das Lied zu bewerben, wurde auch ein Musikvideo gedreht. Dieses lässt sich in zwei Abschnitte unterteilen. Zum einen sieht man Raab, der mit Kindern, Käpt’n Blaubär und Hein Blöd fern schaut und zum anderen ist Raab zu sehen, der mit jüngeren Menschen, der Maus und dem Maulwurf vor einem DB-Zug tanzt. Zwischendurch sind immer wieder Szenen aus der Kindersendung erkennbar, unter anderem auch im Fernseher. Als Kostümbildnerin fungierte Gudrun Johanna Binger, das Puppenspiel übernahm Andreas Förster. Die Gesamtlänge des Videos beträgt 3:19 Minuten. Regie führte Ercin Filizli, die Produktion erfolgte durch die Filmproduktionsgesellschaft DoRo. Darüber hinaus sang Raab das Lied gemeinsam mit dem US-amerikanischen Rapper Busta Rhymes, in seinem TV-Format Vivasion.

### Inhalt
| „Hey, hier kommt die Maus, hier kommt die Maus! Hey, hier kommt die Maus, hier kommt die Maus! (hie-de) hier kommt die Maus, (hie-de) hier kommt die Maus!“ – Refrain, Originalauszug | Der Liedtext zu Hier kommt die Maus ist in deutscher Sprache verfasst. Die Musik wurde von Posegga und Raab komponiert, der Text von Dietrich und Raab geschrieben. Bei der Komposition beziehungsweise dem Instrumental bediente man sich an einem Sample von der Titelmelodie von Die Sendung mit der Maus. Darüber hinaus verwendete man mit Think (About It) (Lyn Collins) ein weiteres Sample. Letzteres Sample fand beim Schlagzeug seine Verwendung. Musikalisch bewegt sich das Lied im Bereich des deutschen Hip-Hops und des Pops. Das Tempo beträgt 101 Schläge pro Minute. Inhaltlich setzt sich Raab in dem Lied mit der TV-Sendung auseinander. Aufgebaut ist das Lied auf zwei Strophen, einem Refrain und einer Bridge. Das Lied beginnt mit der ersten Strophe, auf die der Refrain folgt. Der gleiche Vorgang wiederholt sich mit der zweiten Strophe. Nach dem zweiten Refrain folgt die Bridge, die sich lediglich aus der vierfach wiederholten Zeile: „Schmeiß der Fernseh an: hier kommt die Maus!“ sowie der Abschlusszeile: „Hier … Hier … Hier kommt die Maus“ zusammensetzt. Die Bridge wird dabei von Kindern und nicht Raab gesungen. Auf die Bridge folgt zunächst die dritte Strophe, ehe das Lied mit dem dritten Refrain endet. |

### Rezeption

#### Rezensionen
Dennis Ebbecke von 2glory beschrieb Hier kommt die Maus als eine musikalische Lach- und Sachgeschichte, die bis in das Jahr 2021 nichts an ihrer Aktualität eingebüßt habe und genau das widerspiegele, was sowohl Kinder als auch Erwachsene seit Jahrzehnten mit der Sendung mit der Maus verbinden würden: den Mix aus Spielerischem und Wissenswertem.

#### Preise
Am 1. Februar 1997 wurde Raab für das Lied mit dem RSH-Gold in der Kategorie „Erfolgreichster TV-Song des Jahres“ ausgezeichnet.

#### Chartplatzierungen
Hier kommt die Maus erreichte in Deutschland Rang zwei der Singlecharts und musste sich lediglich Children von Robert Miles geschlagen geben. Die Single platzierte sich acht Wochen in den Top 10 und 19 Wochen in den Top 100. Darüber hinaus war Hier kommt die Maus für einen Zeitraum von sechs Wochen das erfolgreichste deutschsprachige Lied in den deutschen Singlecharts. In Österreich erreichte die Single bei einer Chartwoche Rang 38. In der Schweizer Hitparade erreichte Hier kommt die Maus in zwölf Chartwochen mit Rang zwölf seine höchste Chartnotierung. 1996 belegte Hier kommt die Maus Rang 30 der deutschen Single-Jahrescharts und war damit der dritterfolgreichste deutschsprachige Titel des Jahres, lediglich Zehn kleine Jägermeister (Die Toten Hosen, Rang 12) und Ich find’ dich scheiße (Tic Tac Toe, Rang 15) platzierten sich besser.
Für Raab als Interpret und Produzent ist dies nach Böörti Böörti Vogts und Ein Bett im Kornfeld der dritte Charterfolg in Deutschland sowie der erste in Österreich und der Schweiz. Als Autor ist es nach Böörti Böörti Vogts sein zweiter Charterfolg in Deutschland sowie der erste in Österreich und der Schweiz. In Deutschland ist es in allen Funktionen sein erster Top-10-Erfolg. Bis heute konnte sich in allen Funktionen Raabs keine Single länger in den deutschen Charts platzieren. Dietrich und Posegga erreichten in ihren Funktionen erstmals die Singlecharts aller D-A-CH-Staaten.
| ChartsChartplatzierungen | Höchstplatzierung | Wochen |
| ------------------------ | ----------------- | ------ |
| Deutschland (GfK)        | 2 (19 Wo.)        | 19     |
| Österreich (Ö3)          | 38 (1 Wo.)        | 1      |
| Schweiz (IFPI)           | 12 (12 Wo.)       | 12     |

| ChartsJahrescharts (1996) | Platzierung |
| ------------------------- | ----------- |
| Deutschland (GfK)         | 30          |

#### Auszeichnungen für Musikverkäufe
Hier kommt die Maus wurde noch im Jahr seines Erscheinens mit einer Goldenen Schallplatte für über 250.000 verkaufte Einheiten in Deutschland ausgezeichnet. Es handelte sich dabei um die erste Plattenauszeichnung in Raabs Karriere. Quellenangaben zufolge soll sich die Single insgesamt über 400.000 Mal verkauft haben.
| Land/Region        | Auszeichnungen für Musikverkäufe (Land/Region, Auszeichnung, Verkäufe) | Verkäufe |
| ------------------ | ---------------------------------------------------------------------- | -------- |
| Deutschland (BVMI) | Gold                                                                   | 250.000  |
| Insgesamt          | 1× Gold ·                                                              | 250.000  |

## Adaption durch Mark Forster

### Entstehung und Veröffentlichung
Mark Forster nahm das Lied anlässlich des 50-jährigen Jubiläums der Kindersendung Die Sendung mit der Maus auf. Die Aufnahme basiert ebenfalls auf einem Sample der originalen Titelmelodie. Geschrieben wurde das Lied von Forster selbst – unter seinem bürgerlichen Namen Mark Ćwiertnia – sowie den Koautoren Daniel Nitt und Posegga. Die Produktion erfolgte durch Forster, Ralf Christian Mayer und Nitt. Letztere beiden waren ebenfalls für das Engineering zuständig. Mayer tätigte darüber hinaus in Eigenregie die Abmischung sowie das Mastering. Nitt war des Weiteren in Eigenregie für das Arrangement zuständig. Die Instrumentation erfolgte durch Nitt (Gitarre) und die WDR Big Band (Blasinstrumente und Schlagzeug).
Die Erstveröffentlichung von Ich frag die Maus erfolgte als Download und Streaming am 26. Februar 2021. Die Veröffentlichung erfolgte als Einzeltrack durch das Musiklabel Four Music, der Vertrieb erfolgte durch Sony Music. Auf dem Frontcover der Single sind – neben Künstlernamen und Liedtitel – Forster und die Maus zu sehen. Um das Lied zu bewerben, wurde auch ein Musikvideo gedreht, das am 28. Februar 2021 seine Premiere auf YouTube feierte. Es zeigt zum einen Szenen von Forster, der das Lied singt, während hinter ihm Szenen aus vergangenen Maus-Beiträgen zu sehen sind und zum anderen sieht man Forster als Zeichentrickfigur neben der Maus und dem Elefanten. In kurzen Sequenzen sind auch der kleine Maulwurf und Hein Blöd, in der Rolle als Dr. Blöd, zu sehen. Die Gesamtlänge des Videos beträgt 2:53 Minuten. Regie führte Kim Frank. Bis März 2023 zählte das Musikvideo über drei Millionen Aufrufe bei YouTube. Darüber hinaus erfolgte ein Liveauftritt zur Hauptsendezeit in der ARD-Show Frag doch mal die Maus am 6. März 2021.

### Inhalt
| „Ich frag’ die Maus, ich frag’ die Löcher in’ Bauch. Und ich weiß, für mich findet sie’s raus. Ich frag’ die Maus, ich will alles wissen, genau. Und so schnell geh’n mir die Fragen nicht aus. Ich frag’ die Maus, ich frag’ die Löcher in’ Bauch. Und ich weiß, für mich findet sie’s raus. Ich frag’ die Maus, ich will alles wissen, genau. Und so schnell geh’n mir die Fragen. Die 132.229,5 Fragen nicht aus.“ – Refrain, Originalauszug | Der Liedtext zu Ich frag die Maus ist in deutscher Sprache verfasst. Die Musik und der Text wurden gemeinsam von Mark Forster, Daniel Nitt und Hans Posegga geschrieben beziehungsweise komponiert. Die Musik wurde mit Instrumenten eingespielt, der Rhythmus wurde von Forster, Mayer und Nitt geklatscht. Musikalisch bewegt sich das Lied im Bereich der Popmusik. Das Tempo beträgt 82 Schläge pro Minute. Die Tonart ist Des-Dur. Inhaltlich setzt sich Forster in dem Lied mit der TV-Sendung auseinander beziehungsweise wie der Titel erahnen lässt, stellt er diverse Fragen an die Maus. Aufgebaut ist das Lied auf drei Strophen, einem Refrain, einer Bridge und einem Outro. Es beginnt zunächst mit dem Intro, das sich lediglich aus einer Aneinanderreihung von „Da-da-da’s“ zusammensetzt. Auf das Intro folgt die erste Strophe, die aus einer Aneinanderreihung von zwölf verschiedenen Fragen besteht. Es handelt sich dabei um Fragen, die von der Maus bereits beantwortet wurden. Forster, selbst Fan der Sendung, gab an, dass er sich tatsächlich an diese Fragen noch erinnern konnte. Es seien seine „Lieblingssachgeschichten“ gewesen. Forster stellt sich unter anderem die Frage: „Wo geht der Astronaut auf’s Klo?“ – eine Anspielung auf den Beitrag mit Alexander Gerst während seines Raumschifffluges Sojus MS-09. Nach der ersten Strophe setzt erstmals der Refrain ein. Auf den Refrain folgt eine kurze Bridge, die sich wie das Intro zusammensetzt. Es folgt die zweite Strophe, die wie die erste Strophe aufgebaut ist. An die zweite Strophe schließt sich erneut der Refrain an. Auf den zweiten Refrain folgt direkt die dritte Strophe, ehe zum dritten Mal der Refrain einsetzt. Die dritte Strophe besteht diesmal nicht aus Fragen, hierbei geht Forster darauf ein, wem er unter anderem Fragen stellen möchte. Er nennt dabei den Maulwurf, Hein Blöd, Christoph Biemann und den Elefanten. Nach dem dritten Refrain endet das Lied mit dem Outro, dass auch wieder nur aus einem: „Da-da, da-da-da, da-da-da“ besteht. |

### Rezeption

#### Rezensionen
Das deutschsprachige Online-Magazin schmusa kürte Ich frag die Maus als einen seiner „Hits der Woche“.

#### Chartplatzierungen
Ich frag die Maus erreichte in Deutschland Rang 88 der Singlecharts und platzierte sich eine Woche in den Top 100. Die Single erreichte erstmals in der zweiten Verkaufswoche, am 12. März 2021 die Charts. In der ersten Verkaufswoche verfehlte Ich frag die Maus noch die Charts, platzierte sich jedoch auf Rang elf der Single-Trend-Charts am 5. März 2021. In den deutschen Downloadcharts platzierte sich das Lied auf Rang neun.
Für Forster als Interpret ist dies, inklusive des Charterfolgs mit seinem Musikprojekt Eff, der 19. Charterfolg in Deutschland. In seiner Autorentätigkeit erreichte er hiermit zum 23. Mal die deutschen Singlecharts, als Produzent ist es sein 22. Charterfolg. Nitt erreichte hiermit als Autor zum 14. Mal die deutschen Singlecharts sowie zum 13. Mal als Produzent. Für Posegga ist es nach Hier kommt die Maus der zweite Autorenbeitrag in den deutschen Charts. Mayer erreichte als Produzent zum 21. Mal die Singlecharts in Deutschland.
| ChartsChartplatzierungen | Höchstplatzierung | Wochen |
| ------------------------ | ----------------- | ------ |
| Deutschland (GfK)        | 88 (1 Wo.)        | 1      |

## Weitere Coverversionen und Samples
- 1996: Orchester Ambros Seelos – Hier kommt die Maus (Album: Hits für den Welttanztag)[40]
- 1996: Wencke Myhre – Her kommer musa! (norwegische Version von Hier kommt die Maus)[41]
- 2001: Dirk Bach – Wir sind die Maus[42]
- 2001: Die Lollipops – Hier kommt die Maus (Album: Komm, wir geh'n ins Kino)[43]
- 2013: Knorkator – Maus[44]
- 2014: Anke Engelke – Irgendwas ist immer – frag doch mal die Maus[45]
- 2019: Festspielorchester der Bayreuther Festspiele unter dem Dirigat von Christian Thielemann[46][47]